# Критика социализма
Критика социализма (также известного как антисоциализм) — это любая критика социалистических моделей экономической организации и их осуществимости, а также политических и социальных последствий принятия такой системы. Некоторая критика направлена не на социализм как систему, а скорее на социалистическое движение, партии или существующие государства. Некоторые критики считают социализм чисто теоретической концепцией, которую следует критиковать на теоретических основаниях (например, калькуляционный аргумент и дискуссия об экономическом расчёте в социалистической экономике) в то время как другие считают, что определённые исторические примеры существуют и что их можно критиковать с практической точки зрения. Поскольку существует множество моделей социализма, большинство критических замечаний сосредоточено на конкретном типе социализма и опыте экономик советского типа, которые могут быть неприменимы ко всем формам социализма, поскольку различные модели социализма конфликтуют друг с другом по вопросам собственности, экономической координации и того, как должен быть достигнут социализм. Критики конкретных моделей социализма могут быть сторонниками другого типа социализма.
По мнению экономиста австрийской школы Людвига фон Мизеса, экономическая система, которая не использует деньги, финансовые расчёты и рыночное ценообразование, не сможет эффективно оценивать капитальные товары и координировать производство, и поэтому социализм невозможен, потому что ему не хватает необходимой информации для выполнения экономических расчётов в первую очередь. Другой центральный аргумент против социалистических систем, основанных на экономическом планировании, основан на использовании рассеянного знания. С этой точки зрения социализм неосуществим, потому что информация не может быть агрегирована центральным органом и эффективно использована для формулирования плана для всей экономики, потому что это приведёт к искажённым или отсутствующим ценовым сигналам. Другие экономисты критикуют модели социализма, основанные на неоклассической экономике, за их опору на ошибочные и нереалистичные предположения об экономическом равновесии и эффективности по Парето. Некоторые философы также критиковали цели социализма, утверждая, что равенство размывает индивидуальные различия и что создание равноправного общества должно повлечь за собой сильное принуждение.
Экономические либералы и правые либертарианцы рассматривают частную собственность на средства производства и рыночный обмен как естественные сущности или моральные права, которые занимают центральное место в их концепциях личной и общественной свободы, и рассматривают экономическую динамику капитализма как неизменную и абсолютную. В результате они воспринимают общественную собственность на средства производства и экономическое планирование как посягательство на свободу.

## Критика централизованного планирования

### Искажённые или отсутствующие ценовые сигналы
Проблема экономического расчёта — это критика централизованного экономического планирования, которое существует в некоторых формах социализма. Впервые он был предложен в 1854 году прусским экономистом Германом Генрихом Госсеном. Впоследствии он был изложен в 1902 году голландским экономистом Николасом Пирсоном, в 1920 году Людвигом фон Мизесом а затем Фридрихом Хайеком. Упомянутая проблема заключается в том, как рационально распределять ресурсы в экономике. Свободный рынок основан на ценовом механизме, при котором люди индивидуально имеют возможность решать, как следует распределять ресурсы, исходя из их готовности отдавать деньги за определённые товары или услуги. Цена передаёт встроенную информацию об изобилии ресурсов, а также об их желательности (спрос и предложение), что, в свою очередь, позволяет — на основе индивидуальных согласованных решений — корректировки, предотвращающие дефицит и излишки. Мизес и Хайек утверждали, что это единственно возможное решение, и без информации, предоставляемой рыночными ценами, социализм не имеет метода рационального распределения ресурсов. Те, кто согласны с этой критикой, утверждают, что это опровержение социализма и показывает, что социалистическая плановая экономика никогда не сможет работать. Дебаты бушевали в 1920-х и 1930-х годах, и этот конкретный период дебатов стал известен экономическими историками как «дискуссия об экономическом расчёте в социалистической экономике».
Мизес утверждал в известной статье 1920 года «Экономические расчёты в Социалистическом Содружестве», что системы ценообразования в социалистических экономиках обязательно были несовершенными, потому что, если бы правительство владело средствами производства, то нельзя было бы получить цены на капитальные товары, поскольку они были просто внутренними передачами товаров в социалистической системе, а не «объектами обмена», в отличие от конечных товаров, поэтому они не были оценены и, следовательно, система была бы обязательно неэффективной, поскольку центральные планировщики не знали бы, как эффективно распределять имеющиеся ресурсы. Это побудило его заявить, что «рациональная экономическая деятельность невозможна в социалистическом содружестве». Мизес более полно развил свою критику социализма в своей книге 1922 года «Социализм: экономический и социологочиеский анализ».
Мизес утверждал, что социалистическая система, основанная на плановой экономике, не сможет эффективно распределять ресурсы из-за отсутствия ценовых сигналов. Поскольку средства производства будут контролироваться одной организацией, приблизить цены на капитальные товары в плановой экономике будет невозможно. Его аргумент состоял в том, что социализм должен потерпеть экономический крах из-за проблемы экономических расчётов — невозможности социалистического правительства произвести экономические расчёты, необходимые для организации сложной экономики. Мизес прогнозировал, что без рыночной экономики не будет функциональной системы цен, которую он считал необходимой для достижения рационального и эффективного распределения капитальных благ по наиболее производительным направлениям. Согласно Мизесу, социализм потерпит неудачу, поскольку спрос не может быть определён без цен. Эти аргументы были разработаны последующими австрийскими экономистами, такими как Хайек и учениками, такими как Ганс Зеннхольц. В 1977 году Хайек утверждал, что „цены являются инструментом коммуникации и руководства, который содержит больше информации, чем мы имеем непосредственно“, и „вся идея о том, что вы можете создать тот же порядок, основанный на разделении труда, простым руководством, терпит крах. […] Если вам нужны цены, включая цены на рабочую силу, чтобы направлять людей туда, где они нужны, у вас не может быть другого распределения, кроме распределения, основанного на рыночном принципе“.
По словам Ричарда Эбелинга, „суть аргумента Мизеса против социализма заключается в том, что централизованное планирование со стороны правительства разрушает важнейший инструмент — рыночные цены, сформированные на конкурентной основе, — с помощью которых люди в обществе принимают рациональные экономические решения“. Венгерский экономист Янош Корнаи писал, что „попытка реализовать рыночный социализм […] создаёт непоследовательную систему, в которой есть элементы, которые отталкивают друг друга: доминирование государственной собственности и функционирование рынка несовместимы“.
Сторонники laissez-faire капитализма утверждают, что, хотя частные монополии не имеют реальной конкуренции, за ними наблюдает множество потенциальных конкурентов, и если бы они предоставляли неадекватные услуги или взимали чрезмерную сумму за товар или услугу, инвесторы начали бы конкурирующее предприятие. Анархо-капиталистический экономист Ханс-Герман Хоппе утверждает, что при отсутствии цен на средства производства не существует учёта затрат, который направил бы рабочую силу и ресурсы на наиболее ценные направления. По словам Тибора Махана, „[без] рынка, на котором распределение может производиться в соответствии с законом спроса и предложения, трудно или невозможно направить ресурсы в соответствии с фактическими человеческими предпочтениями и целями“.
По словам экономиста Милтона Фридмана: „Часть потерь так же важна, как и часть прибыли. Что отличает частную систему от государственной социалистической системы, так это часть потерь. Если проект предпринимателя не работает, он его закрывает. Если бы это был государственный проект, его бы расширили, потому что здесь нет дисциплины элемента прибыли и убытков“.
Сторонники теории хаоса утверждают, что невозможно делать точные долгосрочные прогнозы для очень сложных систем, таких как экономика.
Пьер-Жозеф Прудон поднимает аналогичные вопросы расчётов в своей Общей идее революции XIX века, но он также предлагает определённые добровольные меры, которые также потребуют экономических расчётов. Лев Троцкий, ярый сторонник децентрализованного экономического планирования, утверждал, что централизованное экономическое планирование было бы „неразрешимым без повседневного опыта миллионов, без их критического анализа их собственного коллективного опыта, без выражения их потребностей и требований и не могло бы осуществляться в рамках официальных святынь“ и „даже если бы Политбюро состояло из семи универсальных гениев, семи Марксов или семи Ленинов, оно все равно не сможет, само по себе, со всем своим творческим воображением“, утвердить контроль над экономикой 170 миллионов человек». В отличие от отсутствия рынка рыночный социализм можно рассматривать как альтернативу традиционной социалистической модели. Теоретически фундаментальное различие между традиционной социалистической экономикой и рыночной социалистической экономикой заключается в существовании рынка средств производства и капитальных благ. Социалистические рыночные аболиционисты отвечают, что, хотя сторонники капитализма и, в частности, австрийская школа признают, что равновесных цен не существует, они, тем не менее, утверждают, что эти цены могут использоваться в качестве рациональной основы, когда это не так, следовательно, рынки неэффективны. Согласно социалистам-рыночным аболиционистам, децентрализованное планирование позволяет создать спонтанно саморегулирующуюся систему управления запасами (полагающуюся исключительно на расчёты в натуральной форме), что, в свою очередь, решительно преодолевает возражения, выдвигаемые аргументом экономического расчёта о том, что любая крупномасштабная экономика обязательно должна прибегать к системе рыночных цен.

### Подавление экономической демократии и самоуправления
Централизованное планирование также подвергается критике со стороны радикальных левых. Либертарный социалист, экономист Робин Ханель отмечает, что даже если бы централизованное планирование преодолело присущие ему ограничения стимулов и инноваций, оно, тем не менее, не смогло бы максимизировать экономическую демократию и самоуправление, которые, по его мнению, являются концепциями, которые являются более интеллектуально последовательными, непротиворечивыми и справедливыми, чем основные понятия экономической свободы.
Как объясняет Ханель: «В сочетании с более демократической политической системой и переделкой, чтобы приблизиться к лучшему варианту, централизованно планируемая экономика, без сомнения, показала бы лучшие результаты. Но они никогда не смогли бы обеспечить экономическое самоуправление, они всегда медленно внедряли бы инновации, поскольку апатия и разочарование неизбежно сказывались на них, и они всегда были бы подвержены растущему неравенству и неэффективности по мере роста последствий дифференцированной экономической власти. При централизованном планировании ни у плановиков, ни у менеджеров, ни у рабочих не было стимулов продвигать социально-экономические интересы. Кроме того, нависшие рынки для конечных товаров для системы планирования не предоставили потребителям значимые права. Но централизованное планирование было бы несовместимо с экономической демократией, даже если бы оно преодолело свои информационные и стимулирующие обязательства. И правда в том, что оно выживало так долго только потому, что его поддерживала беспрецедентная тоталитарная политическая сила».

## Критика государственного предприятия

### Медленный или застойный технологический прогресс
Экономист Милтон Фридман утверждал, что социализм, под которым он имел в виду государственную собственность на средства производства (позиция, традиционно известная как государственный капитализм), препятствует техническому прогрессу из-за подавления конкуренции. Он отметил, что «нам нужно только взглянуть на Соединённые Штаты, чтобы увидеть, где социализм терпит поражение», отметив, что «наиболее технологически отсталые районы — это те, где государство владеет средствами производства».
Фридман утверждал, что социализм выступает за отмену свободных рынков и систем вознаграждения, основанных на деньгах и рисках, что оспаривается некоторыми социалистами. Фридман утверждает, что без такой системы вознаграждения, основанной на деньгах и рисках, многие капиталистические изобретатели, которых, по мнению Фридмана, тем не менее существовали бы в рамках социализма, не стали бы рисковать временем или капиталом для исследований. Фридман считал, что это одна из причин возникновения патентной системы США и закона об авторском праве, утверждая, что:
У себя дома социализм оказался не более эффективным, чем за рубежом. Какие наши наиболее технологически отсталые области? Доставка почты первым классом, школы, судебные органы, законодательная система — все погрязло в устаревших технологиях. Несомненно, нам нужен социализм для судебной и законодательной систем. Мы не работаем с почтой или школами, как было показано Федеральным экспрессом и другими, а также благодаря способности многих частных школ предоставлять более качественное образование малообеспеченной молодежи за половину стоимости обучения в государственных школах. […]
Мы все справедливо жалуемся на расточительство, мошенничество и неэффективность армии. Почему? Потому что это социалистическая деятельность, которую не представляется возможным приватизировать. Но почему мы должны управлять социалистическими предприятиями лучше, чем русские или китайцы?

Распространяя социализм далеко за пределы области, где это неизбежно, мы в конечном итоге выполняем важные правительственные функции гораздо хуже, чем это не только возможно, но и чем это было достигнуто ранее. В более бедную и менее социалистическую эпоху мы создали общенациональную сеть дорог, мостов и систем метро, которым позавидовал весь мир. Сегодня мы не можем их даже поддерживать.

### Сниженные стимулы
Критики социализма утверждали, что в любом обществе, где все имеют равное богатство (что, по их мнению, является результатом социализма), не может быть материального стимула к работе, потому что человек не получает вознаграждения за хорошо выполненную работу. Они также утверждают, что стимулы повышают производительность для всех людей и что потеря этих эффектов приведёт к стагнации. Некоторые критики социализма утверждают, что разделение доходов снижает индивидуальные стимулы к работе, и поэтому доходы должны быть максимально индивидуализированы.
В «Принципах политической экономии» (1848 г.) Джон Стюарт Милль писал:
Распространённая ошибка социалистов - игнорировать естественную праздность человечества; их склонность к пассивности, быть рабами привычки, бесконечно упорствовать в избранном. Пусть однажды они достигнут любого состояния существования, которое они считают допустимым, и опасность, которую следует опасаться, состоит в том, что с тех пор они будут стагнировать; не будут прилагать усилий для улучшения, и, позволяя своим способностям ржаветь, потеряют даже энергию, необходимую для сохранения их от разрушения. Конкуренция может быть не лучшим мыслимым стимулом, но в настоящее время она необходима, и никто не может предвидеть время, когда она не будет обязательной для прогресса.
Позже Милль изменил свои взгляды и принял социалистическую точку зрения, добавив главы к своим Принципам политической экономии в защиту социалистических взглядов и некоторых социалистических причин. В рамках этой пересмотренной работы он также внёс радикальное предложение об упразднении всей системы оплаты труда в пользу кооперативной системы оплаты труда. Тем не менее, некоторые из его взглядов на идею фиксированного налогообложения остались, хотя и в несколько смягчённой форме.

## Снижение благосостояния
Экономист из австрийской школы Ханс-Герман Хоппе утверждал, что страны, в которых средства производства национализированы, не так процветают, как страны, в которых средства производства находятся под частным контролем («процветающие» определяются с точки зрения ВВП). Однако не все социалисты разделяют идею национализации, некоторые предпочитают социализацию.
Другой экономист австрийской школы Людвиг фон Мизес утверждал, что стремление к более равным доходам посредством государственного вмешательства обязательно ведёт к сокращению национального дохода и, следовательно, среднего дохода. Следовательно, он говорит, что социалист выбирает цель более равномерного распределения дохода, исходя из предположения, что предельная полезность дохода для бедного человека больше, чем для богатого. По словам Мизеса, это требует предпочтения более низкого среднего дохода по сравнению с неравенством доходов при более высоком среднем доходе. Он не видит рационального оправдания этого предпочтения и также заявляет, что существует мало свидетельств того, что цель большего равенства доходов достигнута.
Мизес также говорит: «Единственный достоверный факт о российских делах при советском режиме, в отношении которого все люди согласны, заключается в том, что уровень жизни российских масс намного ниже, чем у масс в стране, которая повсеместно считается образцом капитализма, Соединённых Штатах Америки. Если бы мы рассматривали советский режим как эксперимент, мы должны были бы сказать, что эксперимент ясно продемонстрировал превосходство капитализма и неполноценность социализма».

## Социальные и политические эффекты

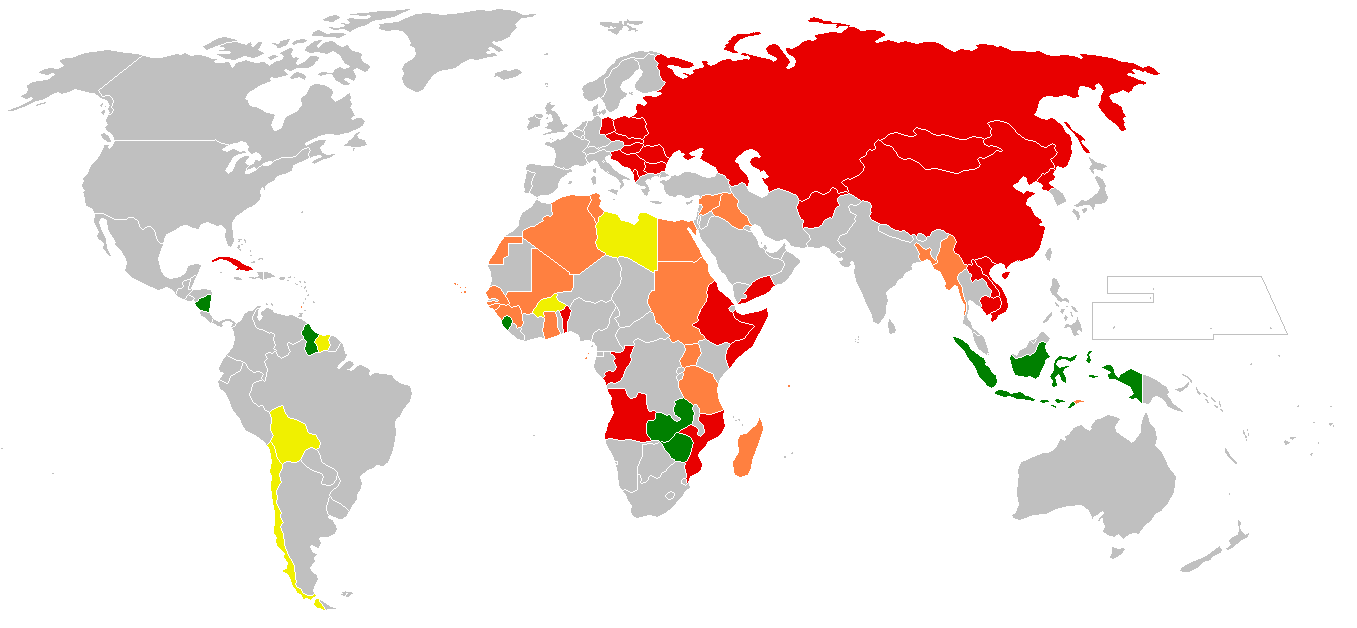
Карта мира стран, в которых когда-то правили социалистические режимы

В книге «Дорога к рабству» Фридрих Хайек утверждал, что более равномерного распределения богатства за счёт национализации средств производства невозможно добиться без потери политических, экономических и человеческих прав. Он утверждал, что для достижения контроля над средствами производства и распределения богатства таким социалистам необходимо приобрести значительные силы принуждения. Хайек утверждал, что путь к социализму ведёт общество к тоталитаризму, и утверждал, что фашизм и нацизм были неизбежным результатом социалистических тенденций в Италии и Германии в предшествующий период. Таким образом, считал Хайек, движение влево от капитализма к социализму на самом деле означает движение вправо, от капитализма к фашизму. Эти идеи воплощены в «теории подковы». Аналогичный аргумент был выдвинут такими критиками, как Динеш Д’Суза, которые считают, что, поскольку полное немецкое название Немецкой нацистской партии было Nationalsozialistische Deutsche Arbeiterpartei, и поскольку «Nationalsozialistische» переводится как «Национал-социализм», фашизм на самом деле является разновидностью социализма, и поэтому многие социалисты являются нацистами.
Питер Селф критикует традиционную социалистическую плановую экономику и выступает против стремления к «крайнему равенству», потому что он считает, что это требует «сильного принуждения» и не допускает «разумного признания [для] различных индивидуальных потребностей, вкусов (для работы или отдыха) и талантов». Селф считает, что, хотя социалистическая плановая экономика обеспечивает значительно большую свободу, чем при капитализме, — при котором подавляющее большинство людей под угрозой голода вынуждены работать ради прибыли небольшого класса капиталистов, — добавление рынков к социализму улучшает свободу и эффективность. Соответственно, Селф рекомендует рыночный социализм вместо капитализма или нерыночного социализма. Философ Дэвид Швейкарт описал похожие взгляды.

## Заявления о коррупции руководства
Некоторые критики социализма рассматривают социализм как тип политической организации государства, а не как тип социально-экономической структуры (как это традиционно). Эти мыслители обычно критикуют то, что они называют «социалистическими государствами», а не «социализмом».
Милтон Фридман утверждал, что отсутствие частной экономической деятельности позволит политическим лидерам наделить себя полномочиями принуждения, полномочиями, которые в условиях капиталистической системы вместо этого будут предоставлены классом капиталистов, что Фридман считал предпочтительным. В своей кампании против кандидата от лейбористов Клемента Эттли на всеобщих выборах 1945 года Уинстон Черчилль утверждал, что социализм требует тоталитарных методов, включая политическую полицию, для достижения своих целей.